# Wolfgang Lück
Wolfgang Lück (Herford, 19 de fevereiro de 1957) é um matemático alemão

## Obras
- Transformation groups and algebraic K-theory, Lecture Notes in Mathematics, Springer, Volume 1408, 1989
- L2-Invariants: Theory and Application to Geometry and K-Theory, Springer, Ergebnisse der Mathematik, 2002
- com Kreck (Hrsg): The Novikov Conjecture – Geometry and Algebra, Oberwolfach Seminars, Birkhäuser 2004
- Algebraische Topologie:Homologie und Mannigfaltigkeiten, Vieweg 2005
- L2 Invarianten von Mannigfaltigkeiten und Gruppen, Jahresbericht DMV, Volume 99, 1997, Heft 3
- L2 Invariants and their application to geometry, group theory and spectral theory, in „Mathematics Unlimited – 2001 and Beyond“, Springer 2001
- Editor com Farrell, Göttsche: Topology of High dimensional manifolds, ICTP Lecture Notes, 2002